# Fowey
Fowey är en stad och civil parish i Cornwall i England. Orten har 2 315 invånare (2011).